# Distrito de Liestal
Liestal é um distrito da Suíça, localizado no cantão de Basileia-Campo. Tem 85,83 km² de área e sua população em 2019 foi estimada em 61.201 habitantes. Sua sede é a comuna de Liestal.

## Comunas
Liestal está composto por um total de 14 comunas:
| Comuna      | População (31 de dezembro de 2019) | Área, km² |
| ----------- | ---------------------------------- | --------- |
| Arisdorf    | 1.635                              | 9.99      |
| Augst       | 1.044                              | 1.64      |
| Bubendorf   | 4.403                              | 10.81     |
| Frenkendorf | 6.522                              | 4.58      |
| Füllinsdorf | 4.625                              | 4.62      |
| Giebenach   | 1.053                              | 1.32      |
| Hersberg    | 350                                | 1.67      |
| Lausen      | 5.325                              | 5.56      |
| Liestal     | 14.500                             | 18.21     |
| Lupsingen   | 1.430                              | 3.12      |
| Pratteln    | 16.716                             | 10.70     |
| Ramlinsburg | 705                                | 2.24      |
| Seltisberg  | 1.301                              | 3.57      |
| Ziefen      | 1.592                              | 7.80      |
| Total       | 61.201                             | 85.83     |